# Complexe nuragique de sa Sedda 'e sos Carros
Le complexe nuragique de sa Sedda 'e sos Carros est un site archéologique nuragique situé dans la commune d'Oliena, dans la vallée de Lanaittu, dans la province de Nuoro, en Sardaigne, en Italie. Il fait partie des 31 sites nuragiques sardes candidats à l'inscription au Patrimoine mondial de l'UNESCO,,.

## Description
Le nom en langue sarde signifie « le point de passage des charrettes ». Le site compte plusieurs vestiges de maisons en pierres de forme ronde ou ovale, qui sont conservées jusqu'à bonne hauteur.

## Datation
Le village a été établi vers 1300 av. J.-C. Il a été occupé de l'Âge du bronze récent jusqu'à l'Âge du fer ancien.

## Fontaine et bassin
Une rotonde avec fontaine et bassin, constituée de gros blocs de basalte et de calcaire, est l'une des mieux conservées de la Sardaigne nuragique. La fontaine fonctionnait grâce à un système hydraulique : l'eau acheminée par un canal et par des tuyaux en plomb jaillissait dans le bassin central par la bouche de protomés de grès en forme de béliers.

## Métallurgie
Les scories de bronze et de fer trouvées lors des fouilles témoignent d'une importante activité métallurgique. Sa Sedda 'e sos Carros était en effet doté d'une fonderie.

## Galerie

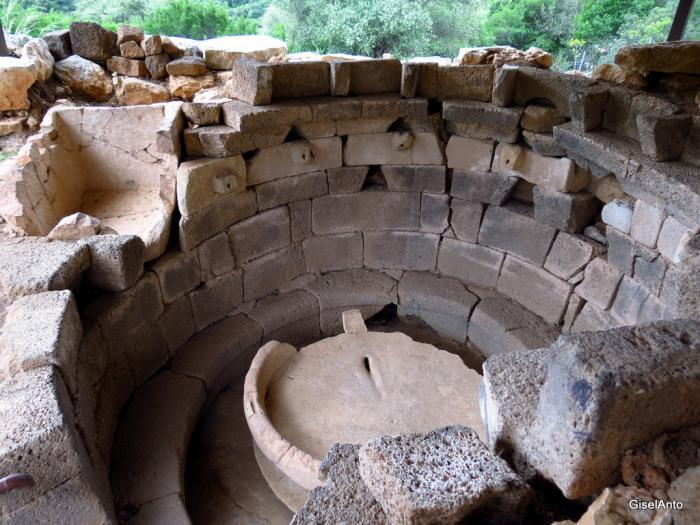
La rotonde avec bassin central
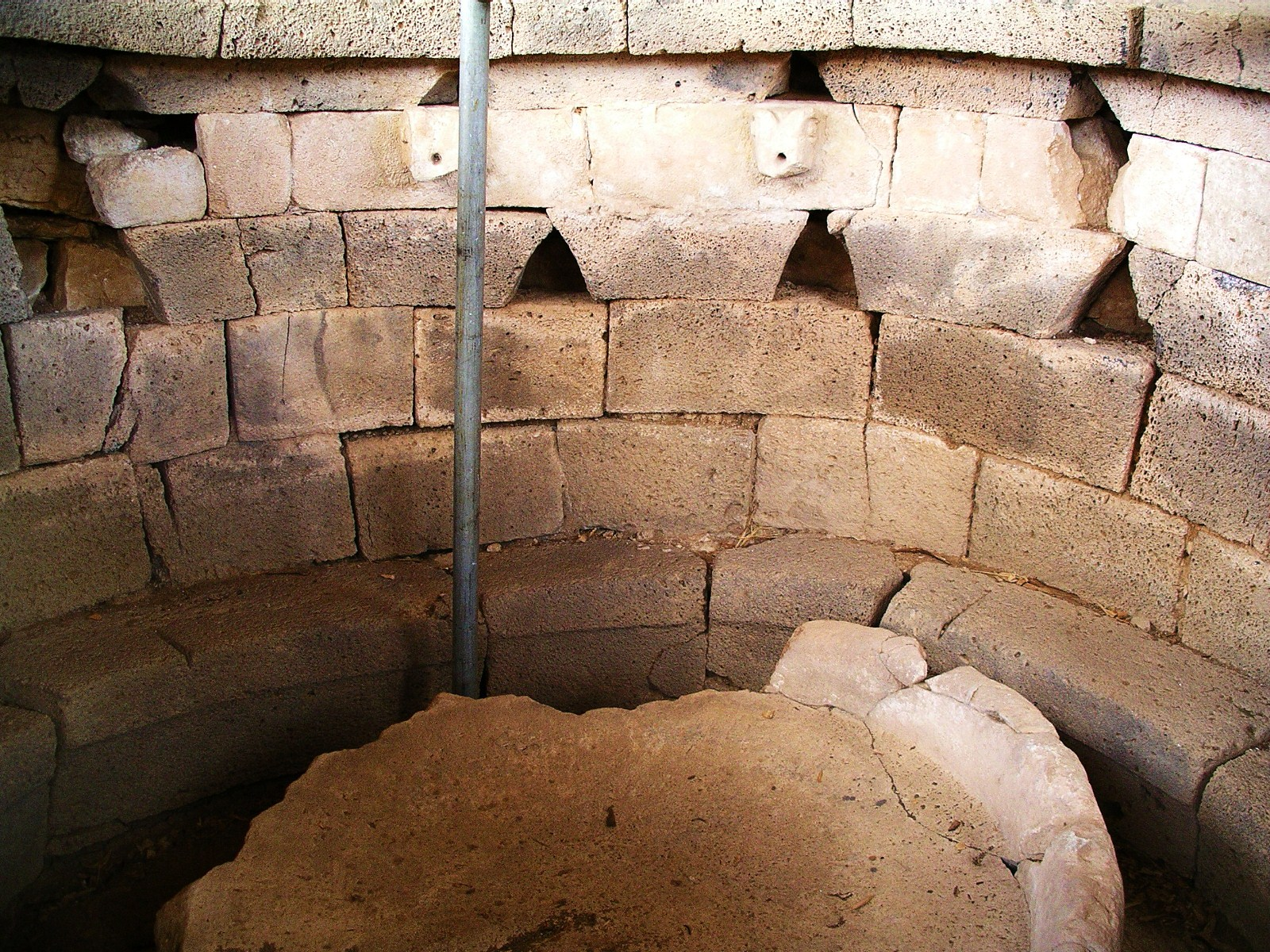
Détail du bassin